# Rudolf Vrba
Rudolf "Rudi" Vrba (tên khai sinh Walter Rosenberg; 11/09/1924 - 27/03/2006) là một nhà hóa sinh người Slovakia gốc Do Thái. Khi còn là thiếu niên vào năm 1942, ông bị trục xuất đến trại tập trung Auschwitz ở Ba Lan, khi đó đang bị Đức Quốc xã chiếm đóng. Vào tháng 4 năm 1944, ở đỉnh điểm của cuộc diệt chủng Holocaust, ông trốn thoát khỏi trại và cùng viết Báo cáo Vrba-Wetzler, một báo cáo chi tiết về các vụ thảm sát hàng loạt đang diễn ra tại đây. Báo cáo này do George Mantello phân phát tại Thụy Sĩ, được ghi nhận đã góp phần ngăn chặn cuộc trục xuất hàng loạt người Do Thái Hungary đến Auschwitz vào tháng 7 năm 1944, cứu sống hơn 200.000 người. Sau chiến tranh, Vrba học chuyên ngành hóa sinh và chủ yếu làm việc tại Anh và Canada.
Vrba và người bạn trốn thoát của ông, Alfréd Wetzler, đã bỏ trốn khỏi Auschwitz ba tuần sau khi quân Đức xâm chiếm Hungary và ngay trước khi lực lượng SS bắt đầu cuộc trục xuất hàng loạt người Do Thái Hungary đến trại. Thông tin mà hai người đã thuật lại cho các quan chức Do Thái khi họ đến Slovakia vào ngày 24 tháng 4 năm 1944, bao gồm việc những người mới đến Auschwitz bị đưa vào phòng hơi ngạt chứ không phải "định cư" như Đức Quốc xã tuyên bố. Báo cáo này về sau được gọi là Báo cáo Vrba–Wetzler. Khi Hội đồng Tị nạn Chiến tranh công bố nó, dù đã bị trì hoãn đáng kể, vào tháng 11 năm 1944, tờ New York Herald Tribune mô tả đây là "tài liệu gây sốc nhất từng được một cơ quan chính phủ Hoa Kỳ phát hành". Mặc dù báo cáo này xác nhận nội dung từ các các báo cáo trước đó của người Ba Lan và những người trốn thoát khác, nhà sử học Miroslav Kárný cho rằng đây là tài liệu độc nhất vô nhị với "chi tiết không khoan nhượng".
Đã có sự trì hoãn vài tuần trước khi báo cáo này được phát hành rộng rãi để thu hút sự chú ý của các chính phủ. Cuộc vận chuyển hàng loạt người Do Thái Hungary đến Auschwitz bắt đầu vào ngày 15 tháng 5 năm 1944, với tốc độ 12.000 người mỗi ngày. Phần lớn trong số đó bị đưa thẳng đến phòng hơi ngạt. Vrba cho đến cuối đời vẫn lập luận rằng những người bị trục xuất có thể đã từ chối lên tàu, hoặc ít nhất là sự hoảng loạn của họ có thể đã làm gián đoạn việc vận chuyển, nếu báo cáo được phát hành sớm và rộng rãi hơn.
Từ cuối tháng 6 đến tháng 7 năm 1944, các nội dung từ Báo cáo Vrba–Wetzler đã xuất hiện trên báo chí và qua các chương trình phát thanh ở Hoa Kỳ và châu Âu, đặc biệt là tại Thụy Sĩ, thúc đẩy các nhà lãnh đạo thế giới kêu gọi nhiếp chính Hungary Miklós Horthy dừng các cuộc trục xuất. Vào ngày 2 tháng 7, quân đội Mỹ và Anh đã ném bom Budapest, và vào ngày 6 tháng 7, nhằm khẳng định quyền lực của mình, Horthy đã ra lệnh chấm dứt các cuộc trục xuất. Đến thời điểm đó, hơn 434.000 người Do Thái đã bị trục xuất trên 147 chuyến tàu – gần như toàn bộ cộng đồng Do Thái tại vùng nông thôn Hungary – nhưng 200.000 người khác tại Budapest đã được cứu sống.

### Các tác phẩm được trích dẫn
- Hilberg, Raul (2003b). The Destruction of the European Jews. Quyển III. New Haven and London: Yale University Press.
- Świebocki, Henryk, biên tập (2002). London has been informed ... Reports by Auschwitz Escapees. Oświęcim: Auschwitz-Birkenau State Museum. 169–274. ISBN 83-88526-20-0.
- Fleming, Michael (2014). Auschwitz, the Allies and Censorship of the Holocaust. Cambridge: Cambridge University Press.
- Zimmerman, Joshua D. (2015). The Polish Underground and the Jews, 1939–1945. New York: Cambridge University Press.
- Kárný, Miroslav (1998) [1994]. "The Vrba and Wetzler Report". Trong Berenbaum, Michael; Gutman, Yisrael (biên tập). Anatomy of the Auschwitz Death Camp. Bloomington: Indiana University Press. tr. 553–564.
- Szabó, Zoltán Tibori (2011). "The Auschwitz Reports: Who Got Them, and When?". Trong Braham, Randolph L.; vanden Heuvel, William (biên tập). The Auschwitz Reports and the Holocaust in Hungary. New York: Columbia University Press.
- Kranzler, David (2000). The Man Who Stopped the Trains to Auschwitz: George Mantello, El Salvador, and Switzerland's Finest Hour. Syracuse: Syracuse University Press.
- Braham, Randolph L. (2016a). The Politics of Genocide: The Holocaust in Hungary. Quyển 1. New York: Columbia University Press. ISBN 978-0880337113.
- Braham, Randolph L. (2016b). The Politics of Genocide: The Holocaust in Hungary. Quyển 2. New York: Columbia University Press. ISBN 978-0880337113.
- Braham, Randolph L. (2011). "Hungary: The Controversial Chapter of the Holocaust". Trong Braham, Randolph L.; Vanden Heuvel, William (biên tập). The Auschwitz Reports and the Holocaust in Hungary. New York: Columbia University Press. tr. 29–49. ISBN 978-0880336888.